# شوت (گرانش)
شوت (به انگلیسی: Chute) یک سطح شیب‌دار، ناودان، کانال، یا مجرای عمودی است که اشیاء در آن به دلیل گرانش به سوی پایین حرکت می‌کنند.

## سطح زمین

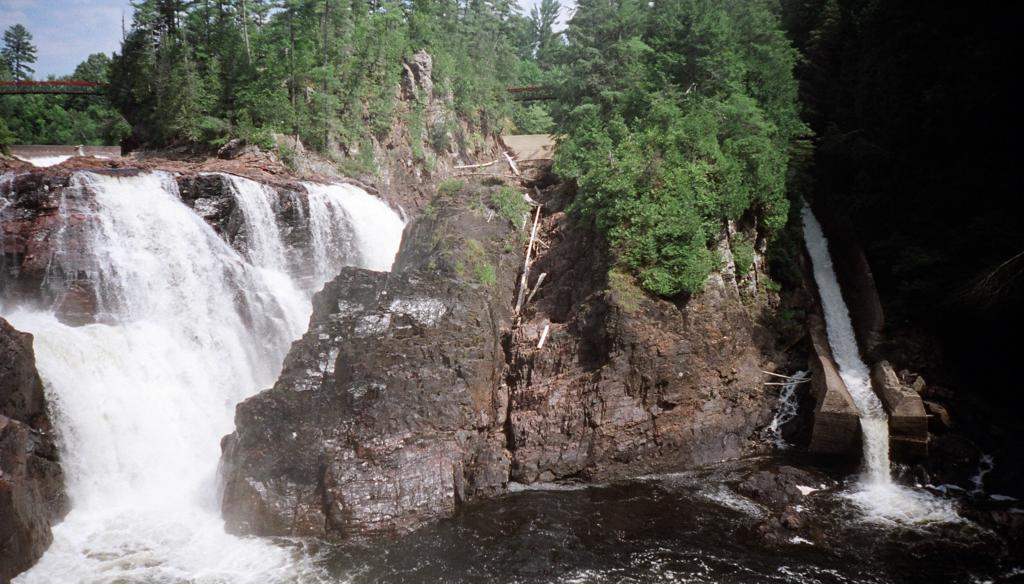
شوت‌های طبیعی (آبشارها) در چپ و شوت‌های مصنوعی ساخته شده روی رودخانه‌ای در کبک، کانادا در راست

شوت در زمین‌شناسی به تنگهٔ رودخانه، یا دره‌ای با شیب تند گفته می‌شود که آب با سرعت زیاد در مسیر آن حرکت می‌کند. شوت‌های مصنوعی نیز با عملکردی مشابه نمونهٔ طبیعی آن، برای تسهیل حمل و نقل الوارها به پایین رودخانه‌ها در صنعت قطع درختان جنگلی، ساخته می‌شدند که به آن‌ها سرسرهٔ الوار (به انگلیسی: Timber slide) یا مجرای کندهٔ درخت (به انگلیسی: Log flume) گفته می‌شده است. استفاده از این روش دیگر رایج نیست. شوت‌های مصنوعی را همچنین می‌توان از ویژگی‌های حوضچه‌های آرامشی برخی سدها به حساب آورد. برخی از انواع سیستم‌های آبیاری و تأمین آب از گرانش یا به عبارت دیگر از شوت استفاده می‌کنند، که aqueducts،puquios و acequias از این دسته هستند.

## شوت‌های ساختمانی

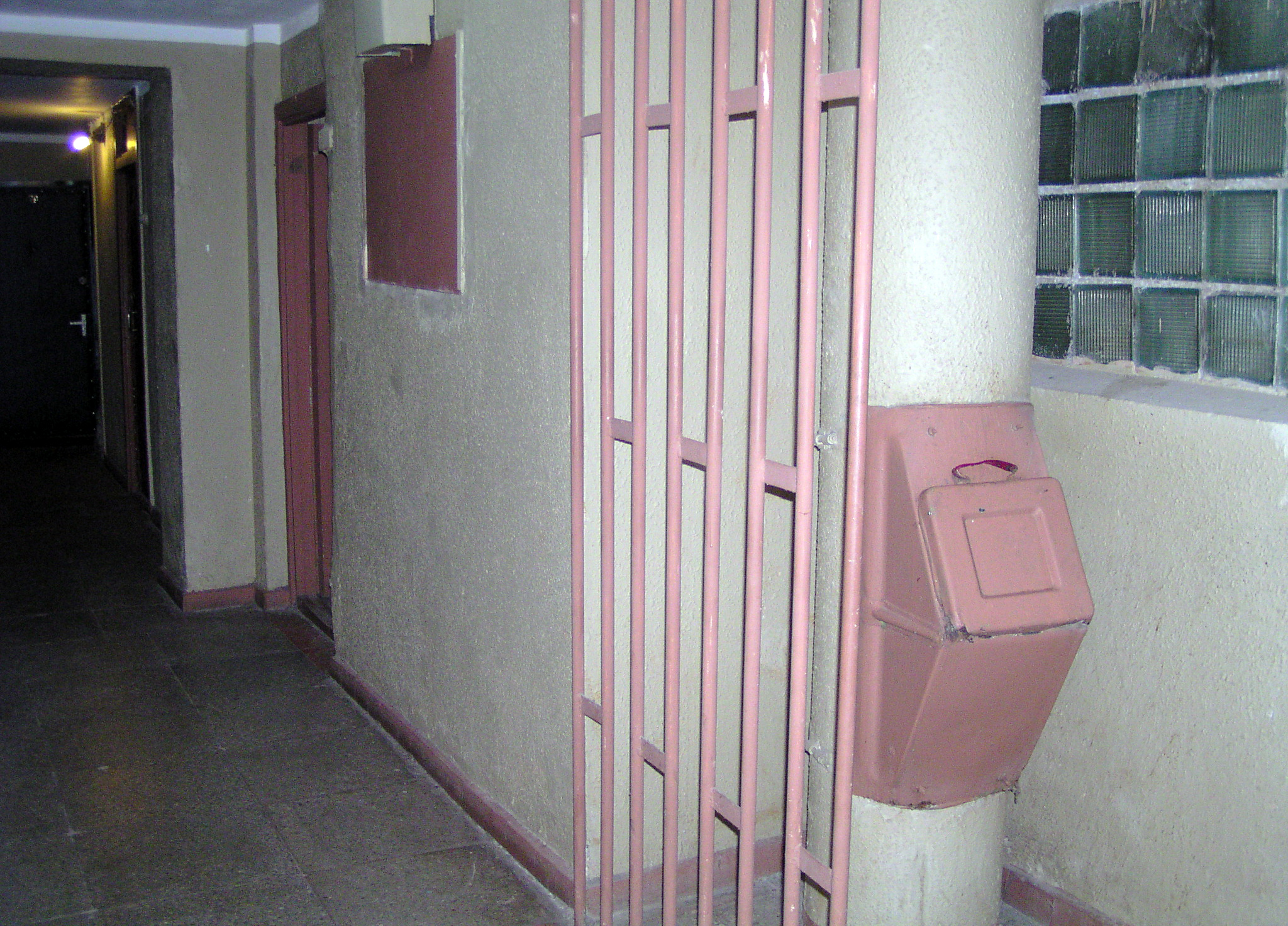
شوت زباله

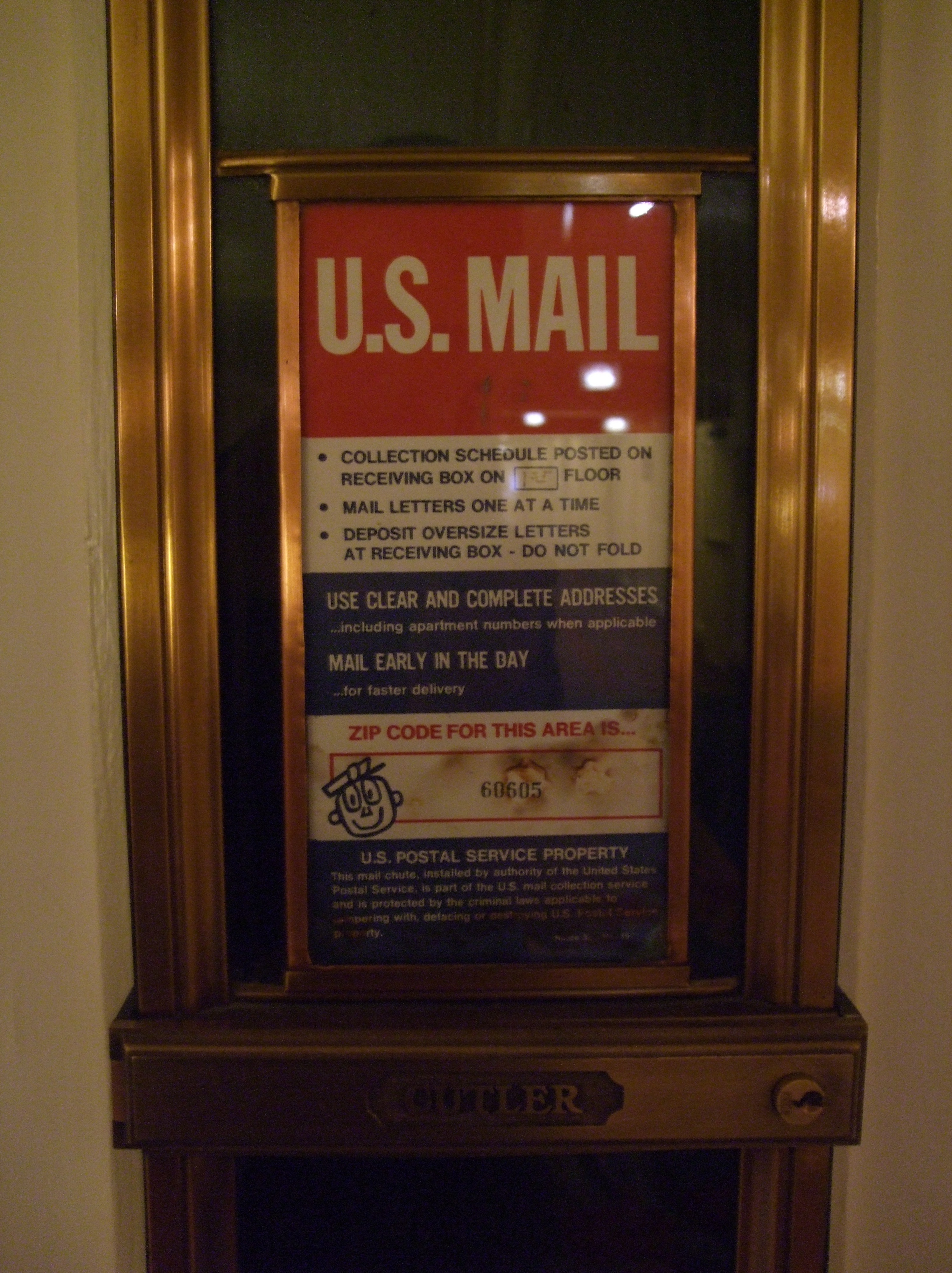
شوت نامه

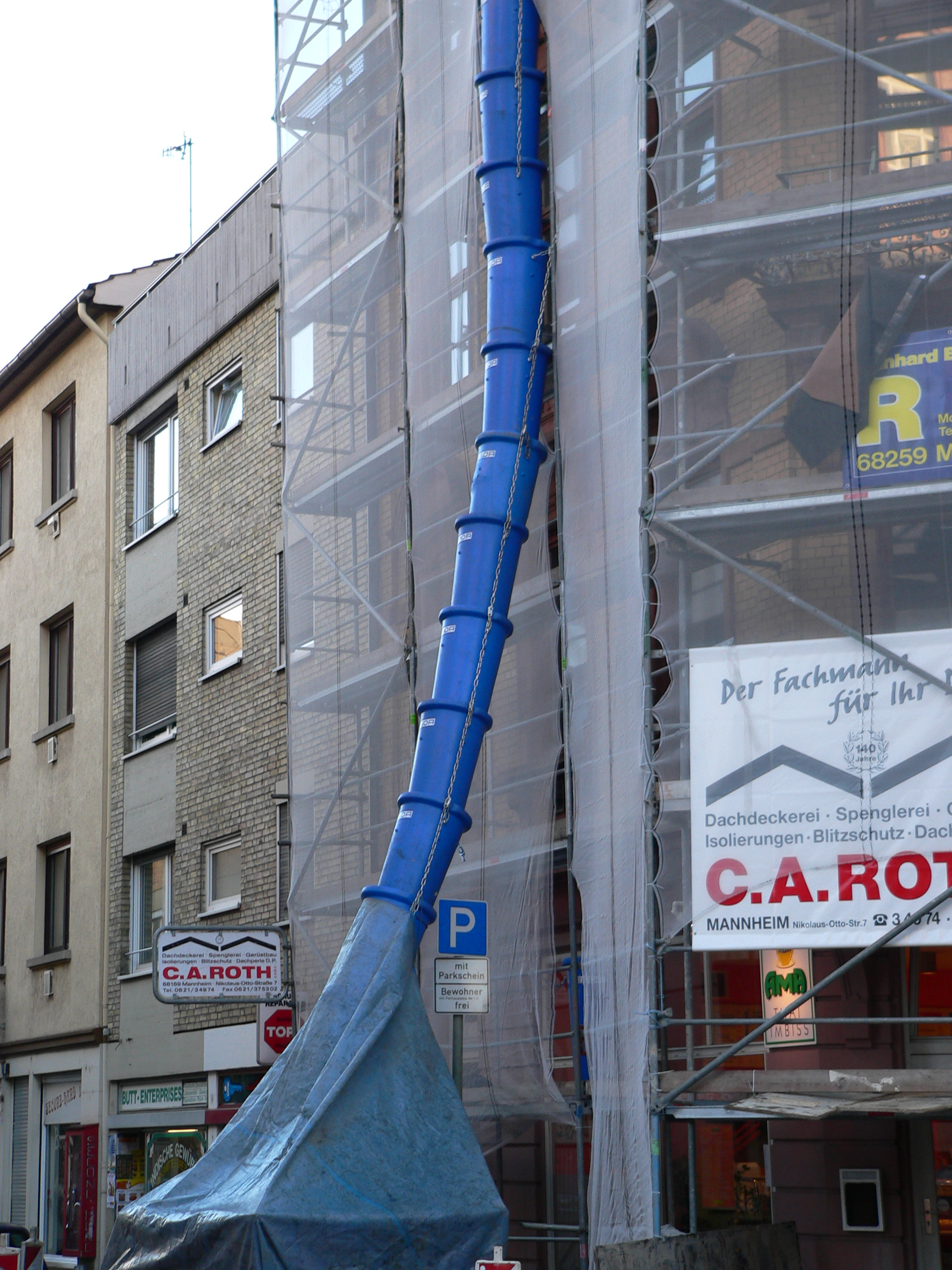
شوت بنایی

- شوتِ زباله در ساختمان‌های بلند آپارتمانی به ویژه آپارتمان‌های مسکونی برای جمع‌آوری زباله در محلی که معمولاً در پایین ساختمان قرار دارد استفاده می‌شود. رایج‌ترین نمونه شوت زباله، برای زباله خشک استفاده می‌شود.[۱]
- شوتِ نامه در برخی ساختمان‌ها برای جمع‌آوری نامه‌های کارکنان استفاده می‌شود. مثال قابل ذکر استفاده از شوت نامه، ساختمان بیمه آسیا است.
- شوتِ رخت‌شویی برای جمع‌آوری و انتقال لباس‌های کثیف به مرکز رخت‌شویی هتل، بدون نیاز به استفاده از آسانسور و پله، در همهٔ طبقات هتل نصب می‌شود.
- شوتِ فرار برای تخلیه ساختمان‌های بلند و تجهیزات معدن استفاده می‌شود.
- شوتِ بنّایی برای تخلیهٔ ایمن و سریع نخاله‌های ساختمانی در هنگام ساخت و ساز و بنایی ساختمان‌های بلند استفاده می‌شود.